# جائزة بريطانيا الكبرى 1999
جائزة بريطانيا الكبرى 1999 هو سباق فورمولا 1 أقيم بتاريخ 11 يوليو 1999 في سيلفرستون، إنجلترا. كان الثامن من أصل 16 في بطولة العالم لسباقات الفورمولا واحد موسم 1999. حلّ البريطاني ديفيد كولتهارد أولا بينما جاء البريطاني إدي إيرفين في المركز الثاني وحصل على المركز الثالث الألماني رالف شوماخر.